# Hjelmslev Herred

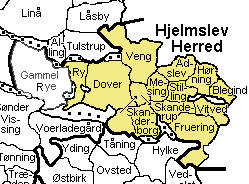
Hjelmslev Herred

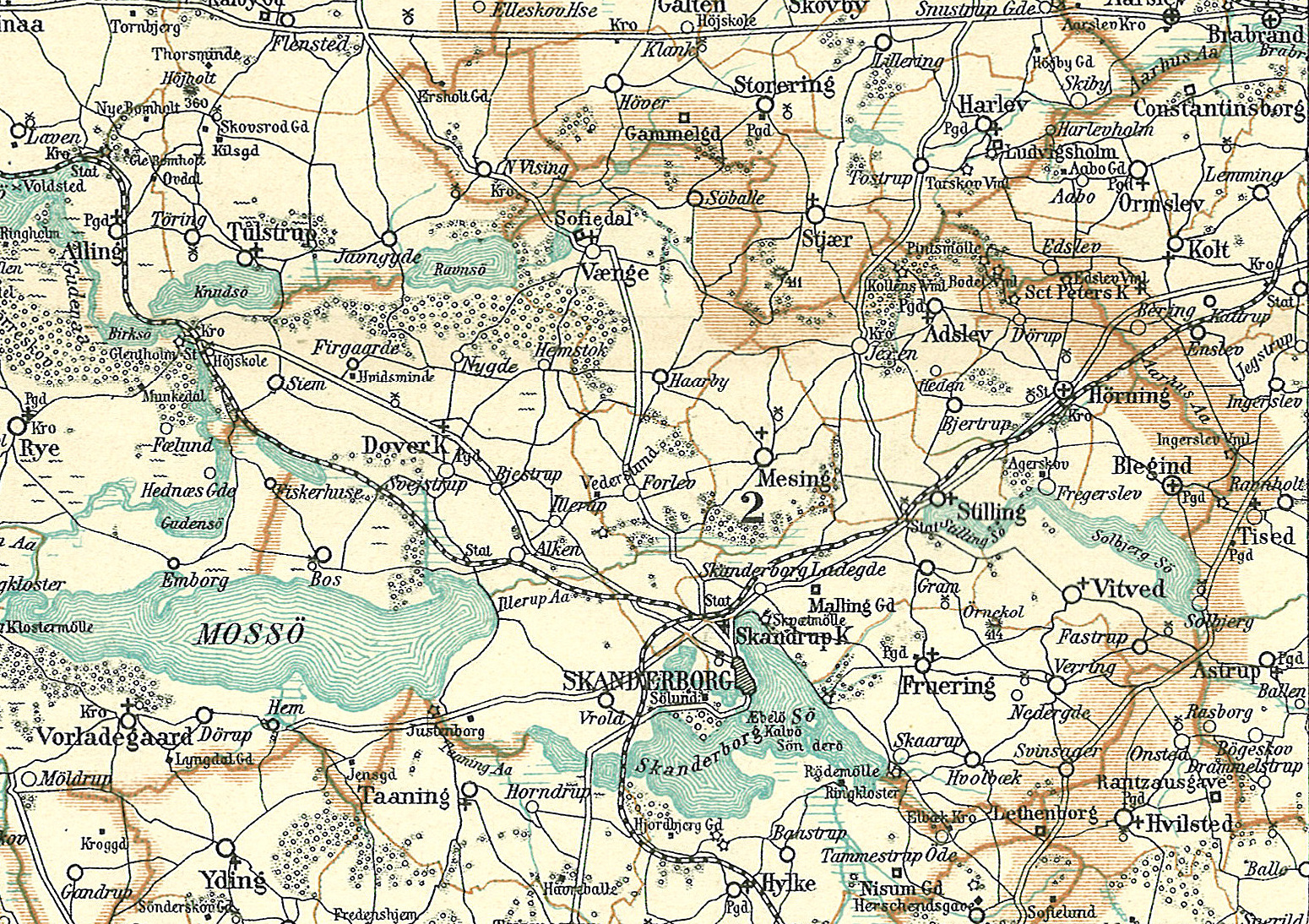
Hjelmslev Herred rond 1900

Hjelmslev Herred was een herred in het voormalige Skanderborg Amt. In de periode dat Skanderborg geen zelfstandig amt was hoorde het bij Århus Amt. Bij de bestuurlijke reorganisatie in Denemarken in 1970 kwam het in zijn geheel bij de nieuwe provincie Aarhus.

## Parochies
Hjelslev omvatte oorspronkelijk 10 parochies. De parochies in de stad Skanderborg worden in latere opsommingen ook bij Hjelslev vermeld. De parochie Ry is afgesplitst van de parochie Gammel Rye in Tyrsting Herred en overgeheveld naar Hjelslev.
- Adslev
- Blegind
- Dover
- Fruering
- Hørning
- Mesing
- Ry
- Skanderborg
- Skanderborg Slotssogn
- Skanderup
- Stilling
- Veng
- Vitved